# オルナメンタ (小惑星)
オルナメンタ (350 Ornamenta) は、小惑星帯にあるとても大きな小惑星である。C型小惑星に分類され、炭素化合物からできていると考えられる。
1892年12月14日にオーギュスト・シャルロワがニースで発見し、フランス天文学会の熱心な会員の父であるオランダ人の船員Hornemannにちなんで命名された。